# Josefus

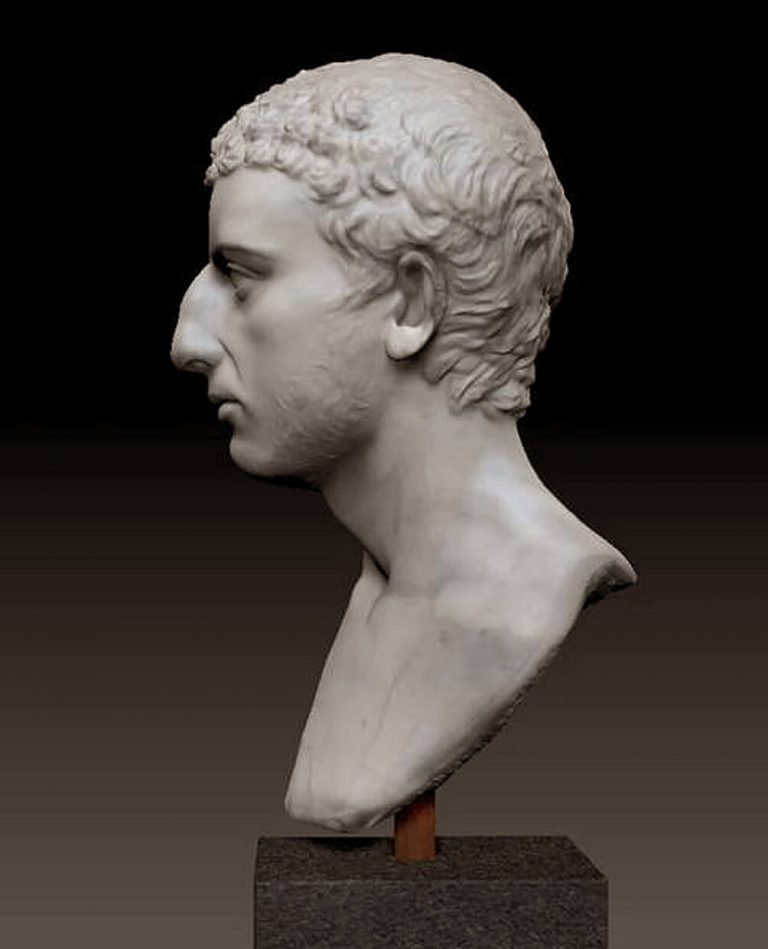
En omärkt romersk byst som möjligen, men sannolikt inte, föreställer Josefus. Robert Eisler har utifrån iakttagelsen att personen har ett judiskt utseende och att statyn påträffats i Rom samt uppgiften hos Eusebios att Josefus hade sin staty i Rom, föreslagit att bysten föreställer Josefus. Men på Ny Carlsberg Glyptotek i Köpenhamn där bysten finns har man sedan länge plockat bort identifieringen av personen som ”judisk”.

Josefus (hebreiska Josef ben Matitjahu, latin Flavius Iosephus), född i Jerusalem år 37 eller 38 e.Kr., troligen död kort efter år 100, var en judisk historiker.
Josefus två viktigaste verk är Om det judiska kriget (han upplevde själv Jerusalems förstöring år 70) och Judiska fornminnen. Båda dessa ger ytterst värdefull information om hans tids judendom. Han anses vara den förste utombibliska författare som nämner Johannes Döparen, Jesus och Jakob, Jesus bror.

## Liv
Josefus föddes år 37 eller 38 som son till Mattias, en kohen (judisk präst). Han berättar att han efter tre år som lärjunge hos sin ökenlärare Bannus, vid nitton års ålder valde fariséernas parti. År 63 besökte han Rom som ombud för att överklaga ett ärende hos kejsaren. Efter återkomsten till Judeen försökte han motarbeta sina landsmäns upprorsplaner mot romarna, men då ett uppror trots detta utbröt (se judiska kriget) slöt han sig till det fosterländska partiet och övertog befälet i Galiléen. Efter försvar av fästningen Jotapata blev han i juli 67 tillfångatagen och överlämnad till den romerske överfältherren Vespasianus, vars förtroende han sedan lyckades vinna. Han följde sedan Vespasianus son Titus under Jerusalems belägring och uppmanade förgäves sina landsmän till underkastelse. År 71 kom han med Titus till Rom, blev romersk medborgare och tog sig namnet Flavius efter kejsarfamiljen. Josefus är en av relativt få källor till beskrivning av den tidens romerska krig, taktik och armékonstellation. Emellertid bedöms han ofta som opålitlig, och anses frisera sanningen både för att behaga (de romerska) läsarna och för att förhärliga sig själv i de fall där han själv deltar i händelserna.

## Verk
- Pros Apiona ("Mot Apion")

### Peri tou Ioudaikou polemou("Om det judiska kriget")
I Rom skrev Josefus först om det judiska kriget på sitt eget språk, antagligen för judiska grupper i mellanöstern. Sedan skrev han kring år 75 ett verk i sju delar på grekiska. Det beskriver tiden från Judas Mackabeus till Jerusalems fall.
Svenska översättningar är Flavii Josefi historia om judarnes krig mot romarne (redigerad af N. J. Thunblad, Literaturföreningen, 1884) och Judarnas krig (Ingemar Lagerström, Santérus, 2017).

### Ioudaike archaiologia("Judiska fornminnen")
Josefus fortsatte att skriva, och år 94 hade han avslutat ett verk på 20 delar som främst är känt under den latinska titeln Antiquitates Judaicae. Han börjar vid skapelsen och avslutar med sin nutidshistoria.
En rad svenska översättningar finns; äldst är Flavii Josephi Judiske historia (utaf Arnolds d'Andilli fransyska uttolckning på swenska öfwersatt [av Maria Gustava Gyllenstierna (del 1-5)]. Stockholm, 1713, 1747-1752). Runt hundra år senare utgavs Judiske häfdatecknaren Flavii Josephi vittnesbörd om Christus, Christi broder, Johannes Döparen och essenerne eller de första christna (till dess authenticitet granskadt och framställd af Jacob Berggren, Norstedt,1848). Därefter följde den hittills mest fullständiga utgåvan: Judarnes gamla historia (anonym översättning, Fredengren, 1889; faksimilutg. Rediviva, 1988, "11 av det grekiska orig:s 20 böcker" enl. anmärkning i Libris).

### Självbiografi (Josephi Vita)
Josefus vita (lat: liv) är en försvarsskrift mot Justus av Tiberias, som i sin bok om den judiska revolten hade skrivit mindre fördelaktigt om Josefus roll. Vitan publicerades som appendix till Antiquitates. Någon självbiografi är det egentligen inte, eftersom texten, bortsett från några korta avsnitt i inledningen, handlar om Josefus agerande under månaderna i Galiléen. Samma period hade Josefus redan beskrivit i "Judiska kriget", men i apologin är bilden något annorlunda och inte helt överensstämmande med det tidigare verket.

## Jesus hos Josefus
På 90-talet, drygt sextio år efter Jesu död, färdigställde Josefus Judiska fornminnen. I denna bok finns Jesus omnämnd vid två tillfällen. Dessa två textställen, (Testimonium Flavianum i Judiska fornminnen 18:63–64, eller 18:3:3 och stycket om  Jakobs avrättning i Judiska fornminnen 20:200 eller 20:9:1), är problematiska. Forskare är i stort sett eniga om att åtminstone delar av det längre omnämnandet,  Testimonium Flavianum, utgörs av senare kristna interpolationer (exempelvis "Han var Messias"). Ändå anser flertalet forskare i dag att Josefus skrivit något av Testimonium Flavianum. Argumenten för och emot är många och bland de viktigare till stöd för att stycket är delvis äkta anförs att det också innehåller mer neutrala uppgifter om Jesus och beskrivningar av honom som man inte skulle förvänta sig om  Testimonium Flavianum i sin helhet vore en senare kristen skapelse (exempelvis att Jesus benämns ”en vis man”). Om Josefus skrivit något av Testimonium Flavianum utgör stycket kanske den viktigaste utombibliska källan om Jesu liv och verksamhet på 30-talet. Argumenten emot att Josefus skulle ha skrivit något av  Testimonium Flavianum innefattar att stycket är okänt fram till 300-talet, är kristet i sin utformning och inte passar in i det omgivande sammanhanget i Judiska fornminnen.
Det råder större enighet om att det kortare omnämnandet av  Brodern till Jesus som kallades Kristus, vars namn var Jakob är äkta, främst på grund av de anspråkslösa beteckningarna på Jakob och Jesus, den korta notisen och att språket är i linje med Josefus normala sätt att skriva. Men även detta omnämnande är ifrågasatt, då främst med hänvisning till att Josefus inte förklarar ordet Kristus, berättelsen om denne Jakob inte stämmer med den kristna skildringen av Jakobs död, samt att Origenes (185–254) anses bekräfta att stycket inte fanns på hans tid.

## Eftermäle
Efter Josefus har bland annat Josefusproblemet uppkallats. Problemet går ut på att räkna ut var man ska sitta för att undvika att bli dödad.
Asteroiden 6304 Josephus Flavius är uppkallad efter honom.